# Medio de Löwenstein-Jensen

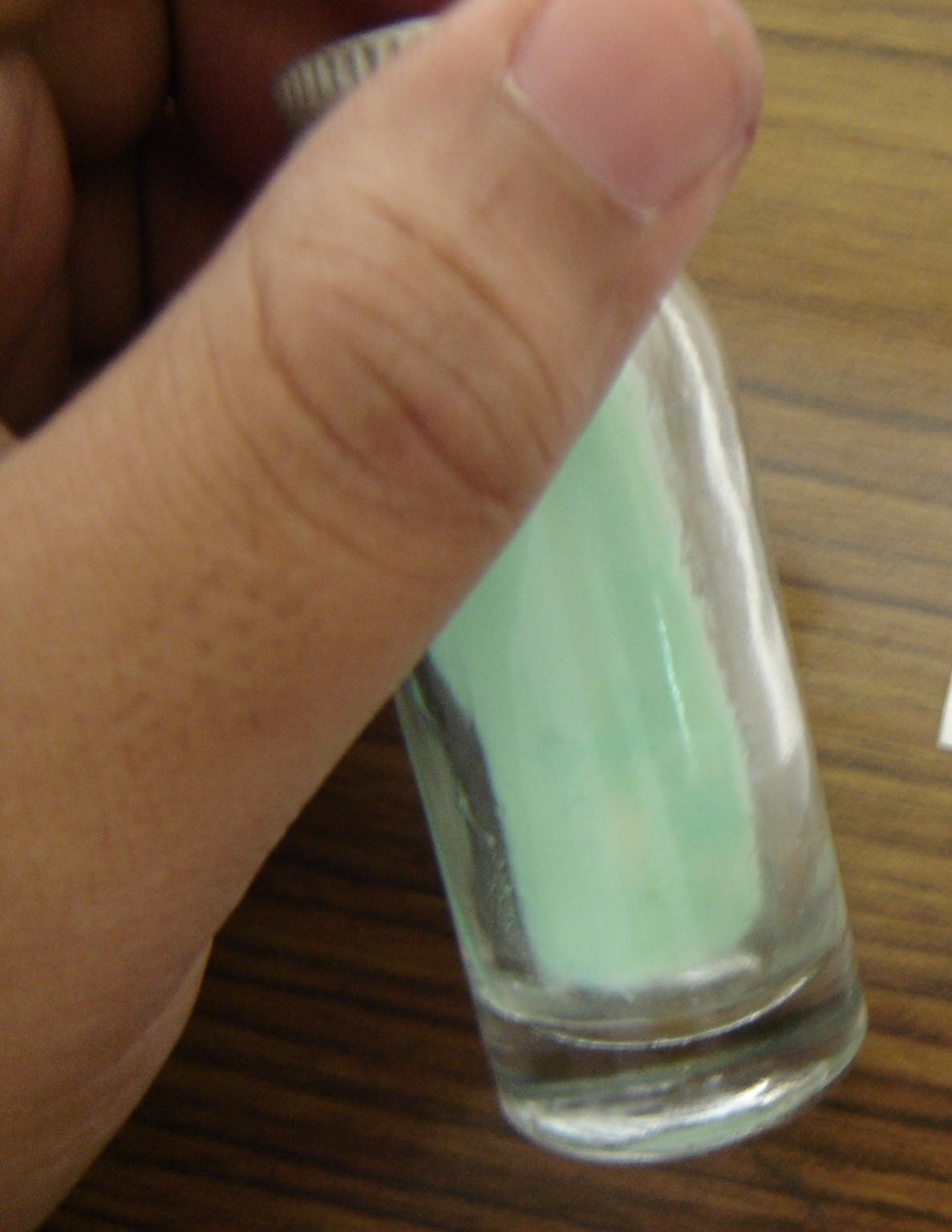
Medio de Löwenstein-Jensen

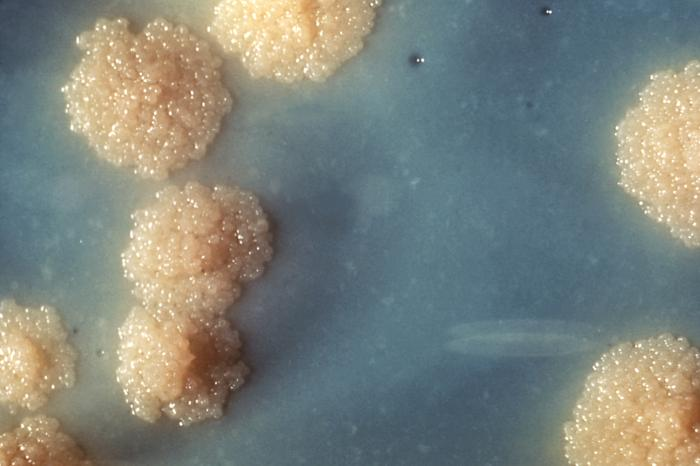
Crecimiento de colonias con el aspecto característico de Mycobacterium tuberculosis

El medio de Löwenstein-Jensen es un medio de cultivo que se emplea en microbiología para hacer posible el crecimiento de micobacterias, sobre todo Mycobacterium tuberculosis (bacilo de Koch), agente causal de la tuberculosis. Los nutrientes que proporciona este medio facilitan el crecimiento de las micobacterias, con la excepción de Mycobacterium leprae, agente casual de la lepra. Contiene verde malaquita que dificulta el desarrollo de la flora microbiana potencialmente contaminante, sobre todo la gram positiva, y glicerina que actúa como estimulante del crecimiento de M. tuberculosis.

## Composición
- Sulfato de magnesio.
- Citrato de magnesio.
- Asparragina. Actúa como fuente de nitrógeno.
- Harina de patata.
- Glicerina. Actúa como fuente de carbono.
- Huevos frescos enteros. Proporciona albúmina y lípidos, además al coagular le da solidez al medio.
- Verde de malaquita. Inhibe el crecimiento de otras bacterias.
- Agua purificada.

## Procedimiento
Una vez sembrada la muestra, se debe incubar a una temperatura de 37 °C. Es preciso esperar entre 1 y 3 meses, ya que las micobacterias son de crecimiento lento. Cuando el resultado es positivo, se forman colonias de bacilos de aspecto rugoso y color amarillento que recuerdan por su aspecto a la miga de pan.

## Utilidad
- Diagnóstico microbiológico de la tuberculosis.